# الصبر طيب (فلم)
الصبر طيب هو فيلم موسيقي مصري تم إنتاجه عام 1945، إخراج حسين فوزي و بطولة إبراهيم حمودة، تحية كاريوكا.

## فريق العمل
إخراج: حسين فوزي
تأليف:
- حسين فوزي
- زكي إبراهيم

بطولة:
- إبراهيم حمودة (حمادة)
- تحية كاريوكا (سلمى)
- زكي رستم (رشاد)
- زينب صدقي (منى)
- محمود المليجي (سالم)
- بشارة واكيم (المعلم قرموط)
- محمود شكوكو (عنتر)
- زكي إبراهيم (حمدي)

## روابط خارجية
- مقالات تستعمل روابط فنية بلا صلة مع ويكي بيانات